# La Horcajada
La Horcajada település Spanyolországban, Ávila tartományban. La Horcajada San Lorenzo de Tormes, El Losar del Barco, El Tejado, Navamorales, Villar de Corneja, Hoyorredondo, La Aldehuela és Santa María de los Caballeros községekkel határos. Lakosainak száma 457 fő (2024).

## Népesség
A település népessége az utóbbi években az alábbiak szerint változott:
| Lakosok száma | 783  | 701  | 672  | 605  | 564  | 515  | 511  | 508  | 495  | 457  |
|               | 2001 | 2004 | 2006 | 2009 | 2011 | 2014 | 2016 | 2019 | 2021 | 2024 |